# Szymon Grabowski
Szymon Grabowski (ur. 8 kwietnia 1981 w Rzeszowie) – polski trener piłkarski.

## Kariera trenerska
Pierwsze doświadczenie trenerskie Grabowski zdobył podczas swojej pierwszej kadencji w Wisłoku Strzyżów, gdzie w latach 2010–2013 pełnił funkcję grającego trenera. W 2014 roku dołączył do sztabu szkoleniowego Resovii jako asystent trenera, którym był Maciej Huzarski. Po jego zwolnieniu we wrześniu 2015 roku Grabowski kontynuował pracę w sztabie.
W 2017 roku objął funkcję trenera Resovii. W sezonie 2017/2018 poprowadził drużynę do zwycięstwa w swojej grupie, co zaowocowało awansem do II ligi. Pod jego kierownictwem klub ugruntował swoją pozycję w trzeciej klasie rozgrywkowej, a w 2020 roku awansował do I ligi. Jednak po słabym początku sezonu 2020/2021 Grabowski został zwolniony 1 października 2020 roku e-mailem po porażce na wyjeździe z Odrą Opole. Następnego dnia został przywrócony na stanowisko, lecz ostatecznie odwołano go 25 listopada 2020 roku.
W lipcu 2021 roku Grabowski objął III-ligowe Podhale Nowy Targ. Mimo że nie udało mu się awansować, zdobył uznanie, prowadząc drużynę do piątego miejsca w lidze. Jego osiągnięcia zaowocowały ofertą prowadzenia klubu II ligi – Stomilu Olsztyn. Pod jego wodzą Stomil dotarł do finału baraży o awans w sezonie 2022/2023. W decydującym meczu drużyna przegrała z Motorem Lublin po rzutach karnych, ale Grabowski zyskał uznanie za pozytywny wpływ na zespół, co przyciągnęło uwagę klubów z wyższych lig.
14 czerwca 2023 roku Grabowski został mianowany trenerem Lechii Gdańsk, która właśnie spadła do I ligi. Klub wykupił jego kontrakt, a Grabowski w pierwszym sezonie poprowadził Lechię do awansu do Ekstraklasy po zwycięstwie 4:3 nad Wisłą Kraków 11 maja 2024 roku. Osiem dni później Lechia zdobyła mistrzostwo I ligi, wygrywając 2:1 w Derbach Trójmiasta z Arką Gdynia. 23 listopada 2024 Lechia wydała komunikat, że Grabowski został zawieszony w pełnieniu obowiązków trenera. Cztery dni później klub rozwiązał z nim umowę.
19 maja 2025 został ogłoszony nowym trenerem ŁKS-u Łódź od sezonu 2025/2026 podpisując kontrakt do końca czerwca 2027 r.

## Sukcesy

### Trenerskie
Lechia Gdańsk
- Mistrzostwo I ligi i awans do Ekstraklasy: 2023/24